# Кумялтовиці
Кумялтовиці (пол. Kumiałtowice, нім. Kummeltitz) — село в Польщі, у гміні Броди Жарського повіту Любуського воєводства.
Населення — 147 осіб (2011).
У 1975-1998 роках село належало до Зеленогурського воєводства.

## Демографія
Демографічна структура станом на 31 березня 2011 року:
|          | Загалом | Допрацездатний вік | Працездатний вік | Постпрацездатний вік |
| -------- | ------- | ------------------ | ---------------- | -------------------- |
| Чоловіки | 74      | 15                 | 50               | 9                    |
| Жінки    | 73      | 16                 | 39               | 18                   |
| Разом    | 147     | 31                 | 89               | 27                   |